# Stora Mellby
Stora Mellby est une localité de Suède située dans la commune d'Alingsås du comté de Västra Götaland. Elle couvre une superficie de 0,55 km2. En 2010, elle compte 321 habitants.